# Блазар
Блазар је врста активних галаксија. Ова класа је најпроменљивија у свом зрачењу од свих класа активних галаксија. Укључује  објекте и неке од снажно променљивих квазара. Име је добијено фузијом назива BL Lacertae (BL Гуштера) и квазар. По моделу активних галаксија, активност блазара је проузрокована млазевимa (џетовима) енергетских честица (електрони, протони, алфа честице...) из језгра активне галаксије који су у правцу, или скоро у правцу, посматрачеве линије вида.
Категорија блазар укључује BL Lac објекте и оптички насилно променљиве (OVV) квазаре. Општеприхваћена теорија је да су BL Lac објекти суштински радио галаксије мале снаге, док су OVV квазари суштински моћни радио-гласни квазари. Назив „блазар“ сковао је 1978. астроном Едвард Шпигел да означи комбинацију ове две класе.
На сликама видљиве таласне дужине, већина блазара изгледа компактно и тачкасто, али слике високе резолуције откривају да се налазе у центрима елиптичних галаксија.
Блазари су важне теме истраживања у астрономији и астрофизици високих енергија. Истраживање блазара укључује истраживање својстава акреционих дискова и млазова, централних супермасивних црних рупа и околних галаксија домаћина, као и емисију високоенергетских фотона, космичких зрака и неутрина.
У јулу 2018, тим Ајскјуб неутринска опсерваторија је пратила неутрино који је у септембру 2017. погодио њен детектор на Антарктику до тачке порекла на блазару удаљеном 3,7 милијарди светлосних година. Ово је био први пут да је детектор неутрина коришћен за лоцирање објекта у свемиру.

## Структура
Сматра се да се Блазари, као и сва активна галактичка језгра (AGN), на крају напајају материјалом који пада на супермасивну црну рупу у центру галаксије домаћина. Гас, прашина и повремене звезде су заробљене и спирално се увијају у ову централну црну рупу, стварајући врели акрециони диск који генерише огромне количине енергије у облику фотона, електрона, позитрона и других елементарних честица. Овај регион је релативно мали, величине око 10−3 парсека.
Постоји и већи непрозирни тороид који се протеже неколико парсека од црне рупе, који садржи врући гас са уграђеним регионима веће густине. Ови „облаци“ могу да апсорбују и поново емитују енергију из региона ближе црној рупи. На Земљи, облаци се детектују као емисионе линије у спектру блазара.
Окомито на акрециони диск, пар релативистичких млазова носи високо енергетску плазму даље од AGN. Млаз је колимиран комбинацијом интензивних магнетних поља и снажних ветрова из акреционог диска и тороида. Унутар млаза, фотони и честице високе енергије интерагују једни са другима и јаким магнетним пољем. Ови релативистички млазови могу да се протежу и на десетине килопарсека од централне црне рупе.
Сви ови региони могу да произведу разноврсну посматрану енергију, углавном у облику нетермалног спектра у распону од веома нискофреквентног радија до изузетно енергетских гама зрака, са високом поларизацијом (обично неколико процената) на неким фреквенцијама. Нетермални спектар се састоји од синхротронског зрачења у опсегу радио и рендгенских зрака и инверзне комптонове емисије у области рендгенских и гама зрака. Термални спектар са врхунцем у ултраљубичастом региону и слабе оптичке емисионе линије су такође присутни у OVV квазарима, али слаб или непостојећи у BL Lac објектима.

## Садашње гледиште
Сматра се да су Блазари активна галактичка језгра, са релативистичким млазовима оријентисаним близу линије вида посматрача.
Посебна оријентација млаза објашњава опште специфичне карактеристике: високу уочену осветљеност, веома брзу варијацију, високу поларизацију (у поређењу са квазарима који нису блазари), и привидна суперлуминална кретања откривена дуж првих неколико парсека млазова код већине блазара.
Уједињена шема или уједињени модел је постао опште прихваћен, где су високо променљиви квазари повезани са суштински моћним радио галаксијама, а BL Lac објекти су повезани са суштински слабим радио галаксијама. Разлика између ове две повезане популације објашњава разлику у својствима емисионих линија у блазарима.
Друга објашњења за приступ релативистичког млаза/унификоване шеме која су предложена укључују гравитационо микро сочиво и кохерентну емисију из релативистичког млаза. Ниједно од њих не објашњава укупна својства блазара. На пример, активност микросочива је ахроматична. То јест, сви делови спектра би се дизали и падали заједно. Ово се не примећује код блазара. Међутим, могуће је да ови процеси, као и сложенија физика плазме, могу објаснити специфична запажања или неке детаље.
Примери блазара укључују 3C 454.3, 3C 273, BL Lacertae, PKS 2155-304, Markarian 421, Markarian 501 и S5 0014+81. Маркаријан 501 и S5 0014+81 се такође називају „TeV блазарима” због њихове високе енергије (тераелектрон-волтни опсег) емисије гама зрака.
У јулу 2018, блазар под називом TXS 0506+056 идентификован је као извор високоенергетских неутрина од стране IceCube пројекта.